# Святые Единой Церкви
Святые Единой Церкви — те святые, которые были прославлены, (то есть канонизированы) Единой Христианской Церковью до Великой схизмы (1054 год). Они почитаемы как в православных, так и в католической церквях.
Благодаря этому католическими святыми стали Кирилл и Мефодий,   святая Ольга, святой Владимир, Борис и Глеб и др., а в число православных святых вошли папы римские Климент I, Григорий Великий и Агафон,  святая Людмила, англичане Альбан Британский, Аарон и Юлий, ирландец Патрик и др. К православно-католическим святым относятся также все апостолы и большинство Отцов Церкви.
Существуют однако святые, умершие до 1054 года, однако не вошедшие в число Святых Единой Церкви — например, князь Ярослав Мудрый, который был канонизирован Украинской православной церковью только  в 2004 году, а Русской — в 2005 году.